# Deliverance (álbum de Prince)
Deliverance es el trigésimo octavo álbum de estudio del músico estadounidense Prince. Fue el primero en ser publicado oficialmente después de su fallecimiento (exceptuando el recopilatorio 4Ever). En concreto, fue lanzado para conmemorar el primer año de su fallecimiento.

## Retirada
El álbum fue retirado tras una denuncia de los herederos del artista, que finalmente obtuvieron en juicio una indemnización de 4 millones de dólares. Sin embargo, ese mismo día ya se había filtrado de manera ilegal en la web.

## Lista de canciones
| N.º | Título            | Duración |  |
| 1.  | «Deliverance»     | 3:18     |  |
| 2.  | «I Am»            | 2:24     |  |
| 3.  | «Touch Me»        | 1:49     |  |
| 4.  | «Sunrise Sunset»  | 1:12     |  |
| 5.  | «No One Else»     | 2:53     |  |
| 6.  | «I Am (Extended)» | 3:49     |  |